# Giacomo Savelli (Kardinal)

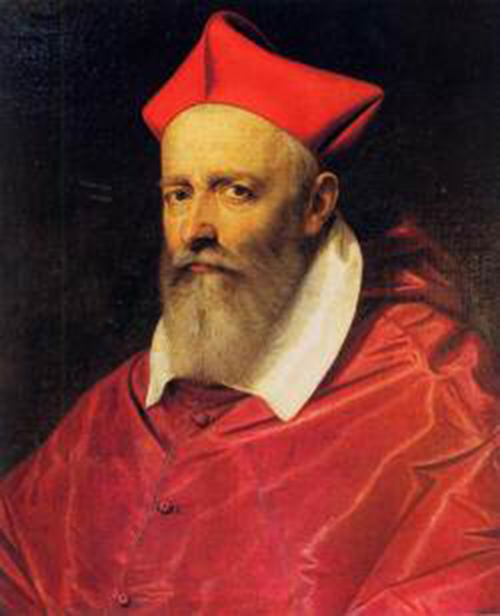
Kardinal Giacomo Savelli (Gemälde von Scipione Pulzone, circa 1580)

Giacomo Savelli (* 1523 in Rom; † 5. Dezember 1587 ebenda) war ein italienischer Kardinal der Römischen Kirche.

## Leben
Er war der Sohn des römischen Adeligen Giambattista Savelli und dessen Ehefrau Costanza Bentivoglio. Seine Großmutter mütterlicherseits Camilla Farnese war eine Cousine des Papstes Paul III. Savelli studierte lateinische und griechische Literatur sowie Rechtswissenschaften in Padua.
Er wurde von Papst Paul III. im Konsistorium vom 19. Dezember 1539 zum Kardinal erhoben, nachdem dieser ihm bereits zu seinem Ehren-Kammerherren und zum Apostolischen Protonotar ernannt hatte. Den Kardinalshut und die Ernennung zum Kardinaldiakon von Santa Lucia in Selci erhielt er am 16. April 1540. Giacomo Savelli war Teilnehmer des Konklave 1549–1550, an dem Papst Julius III. gewählt wurde. Von 1552 bis 1558 war er Kardinaldiakon von San Nicola in Carcere. Er nahm teil am ersten Konklave von 1555, das Papst Marcellus II. wählte, sowie am zweiten Konklave desselben Jahres, aus dem Paul IV. als Papst hervorging. Von 1558 bis 1573 war er Kardinaldiakon von Santa Maria in Cosmedin. Beim Konklave 1559 war er unter den Kardinälen, von denen Pius IV. zum Papst erwählt wurde.
Die Priesterweihe empfing er am 19. Januar 1560, am selben Tag stieg er in die Kardinalsklasse der Kardinalpriester auf. Von 1560 bis 1574 war er Administrator des Erzbistums Benevent. Zudem war er von 1560 bis zu seinem Tod Kardinalvikar der Diözese Rom. Giacomo Savelli war auch beim Konklave 1565–1566 zugegen, das in der Wahl von Papst Pius V. mündete. Vom 14. Januar 1568 bis zum 14. Januar 1569 war er Kämmerer des Heiligen Kardinalskollegiums. Er war beteiligt am Konklave von 1572, durch das Gregor XIII. auf den Stuhl Petri gelangte. Am 8. April 1573 entschied er sich für Santa Maria in Trastevere als Titelkirche.
Giacomo Savelli optierte am 31. Juli 1577 zur Kardinalsklasse der Kardinalbischöfe und für das suburbikarische Bistum Sabina. Am 9. Juli 1578 wechselte er zum Bistum Frascati und am 9. März 1583 zum Bistum Porto e Santa Rufina. Als Kardinalsubdekan war er Teilnehmer des Konklave von 1585, das Sixtus V. als Papst wählte.
Er starb 1587 in Rom und wurde in der Kirche Il Gesù beigesetzt. An den Trauerfeierlichkeiten nahmen 39 Kardinäle und fünfzig weitere Prälaten teil.

## Familienbeziehungen
Giacomo Savelli war Onkel des Kardinals Giulio Savelli und gehörte zu derselben Adelsfamilie wie die Päpste Honorius III. (1216–1227) und Honorius IV., ebenso wie die Kardinäle Bertrando Savelli (1216), Giovanni Battista Savelli (1471), Silvio Savelli (1596), Fabrizio Savelli (1647), Paolo Savelli (1664) und Domenico Savelli (1853).